# Yam Daabo
Pour plus de détails, voir Fiche technique et Distribution.
Yam Daabo, exploité aussi sous le titre Le Choix, est un film burkinabè réalisé par Idrissa Ouedraogo. Le film est le premier long métrage du réalisateur et a reçu plusieurs récompenses dont le Prix Georges Sadoul en 1987.

## Synopsis
L’histoire se passe au Burkina Faso. À Gourga, un village situé aux confins du Sahel, la pauvreté s’intensifie d’année en année. Les habitants doivent faire un choix : soit attendre l’aide internationale, soit se décider à partir vers une région plus riche du Burkina. Salam, un paysan de Gourga, et sa famille choisissent la deuxième solution avec tous les sacrifices que cela implique. Mais une nouvelle vie peut ainsi démarrer. Ils découvrent ce que la faim et la soif leur avaient fait oublier : l’amour, la joie, la haine, la violence.

## Fiche technique
- Titre : Yam Daabo
- Réalisation : Idrissa Ouedraogo
- Scénario : Idrissa Ouedraogo
- Musique : Francis Bebey
- Costume : Mariam Sidibé
- Photo : Jean Monsigny
- Montage : Arnaud Blin
- Producteur : Idrissa Ouedraogo pour Les Films de l'Avenir
- Distribution en salles : P.O.M Films
- Format : couleur - 1.66:1
- Pays :  Burkina Faso
- Langue : mooré
- Genre : Film dramatique
- Durée : 75 minutes (1 h 15)

## Distribution
- Rasmané Ouedraogo
- Aoua Guiraud
- Ousmane Sawadogo
- Moussa Bologo
- Assita Ouedraogo

## Le film
Quand on regarde Yam Daabo, on ne peut que faire le lien avec ses premiers films, Poko, les Écuelles et Issa le tisserand. La mise en image et la mise en scène sont similaires. Idrissa Ouedraogo nous plonge avant tout dans un quotidien, tel un cinéaste du cinéma-vérité, un documentariste, il pose sa caméra sur un lieu, des personnes, et nous laisse pénétrer dans leur vie, leur intimité. La trame narrative est volontairement simple comme le choix de cette famille : partir pour espérer mieux vivre.

Même si leur parcours est jalonné de difficultés et de drames, cette famille semble d'une certaine manière retourner à la vie au fur et à mesure qu'elle s'éloigne de son village d'origine. Idrissa Ouedraogo met en scène cette reprise en charge de leur vie, en opposition avec celle des autres villageois restés sur place les yeux fixés sur l'horizon attendant le camion de l'aide internationale qui leur apporte de quoi survivre. La fin du film est, à cet égard, éloquente. Tandis que les uns cultivent leur terre et fêtent la naissance d'un enfant (la vie), les autres, immobiles et silencieux, regardent la piste d'où doit venir le camion d'aide dont ils dépendent pour ne pas mourir, exactement comme au début du film.

## Remarques
Le film a été tourné dans la région où a grandi Idrissa Ouedraogo, vers Ouahigouya : dans le village de Youba, à Ouahigouya même, mais également dans une ville plus au sud, Boromo.
On retrouve Rasmané Ouedraogo qui avait déjà joué dans Poko, la première réalisation d'Idrissa Ouedraogo. C'est un des acteurs fétiches du réalisateur, ils tourneront de nombreuses fois ensemble.

## Distinctions
- En compétition à la 26e Semaine de la Critique durant le Festival de Cannes 1987
- Prix Georges Sadoul 1987
- FESPACO 1987 : Prix du 7e Art, Prix de la meilleure musique, Prix de l’Unicef,  Prix de la ville de Ouagadougou, Prix de l'OCIC (l'Organisation catholique Internationale du Cinéma)
- Prix OUA (Tunisie)
- Prix du CIERTO
- Prix UNESCO
- Corride d’Argent au Festival du film de Taormine